# La Vernaz
La Vernaz település Franciaországban, Haute-Savoie megyében. Lakosainak száma 288 fő (2022. január 1.). La Vernaz La Baume, Féternes, La Forclaz, Reyvroz, Vailly és Vinzier községekkel határos.

## Népesség
A település népességének változása:
| Lakosok száma | 301  | 326  | 342  | 337  | 340  | 343  | 323  | 306  | 288  |
|               | 2013 | 2015 | 2016 | 2017 | 2018 | 2019 | 2020 | 2021 | 2022 |